# Zygoballus
Zygoballus este un gen de păianjen din familia Salticidae .  

## Descriere
Prosoma este ridicată și aproximativ pătrat privită dorsal . Partea anterioară este ocupată de ochi, iar cea posterioară este abruptă, aproape verticlă. Prima pereche de picioare este relativ îngroșată, cu treo spini pe fața ventrală a tibiei. Masculii au chelicere orientat oblic cu colți lungi.
 
Multe specii prezintă diferențe semnificative în culoare, dimensiune, și marcajele.

## Sistematică
Genul a fost descris pentru prima dată în 1885 de către arahnologii americani George și Elizabeth Peckham bazându-se pe specii Zygoballus rufipes . 

Genul Messua, denumirea sinonimă a Zygoballus, a fost propusă de Eugène Simon în 1897 . Însă în 1996, Wayne Maddison a separat aceste două denumiri în două genuri diferite . 

## Răspândire
Zygoballus este un gen răspândit în Lumea Nouă, variind din Argentina până în Statele Unite. Trei specii sunt descrise din India, însă locul lor în acest gen este discutabil. Se propune de a include aceste specii în genul Bianor sau Modunda . 

## Specii
La începutul anului 2010, genul Zygoballus cuprindea 20 de specii. O specie, Zygoballus quaternus, recunoscută anterior, în prezent este considerată un nume dublat al altei specii. O altă specie, Zygoballus iridescens, este cunoscută numai de un singur exemplar imaturi, și poate fi de fapt aparține specie Zygoballus rufipes . În plus față de speciile menționate mai jos, o analiză recentă sugerează că Rhetenor texanus poate să aparțină genului Zygoballus.
- Zygoballus amrishi Makhan, 2005 — Surinam
- Zygoballus aschnae Makhan, 2005 — Surinam
- Zygoballus concolor Bryant, 1940 — Cuba
- Zygoballus electus Chickering, 1946 — Panama
- Zygoballus gracilipes Crane, 1945 — Guyana
- Zygoballus incertus (Banks, 1929) — Panama
- Zygoballus iridescens Banks, 1895 — SUA
- Zygoballus lineatus (Mello-Leitão, 1944) — Argentina
- Zygoballus maculatipes Petrunkevitch, 1925 — Panama
- Zygoballus maculatus F. O. P-Cambridge, 1901 — Guatemala
- Zygoballus melloleitaoi Galiano, 1980 — Argentina
- Zygoballus minutus Peckham & Peckham, 1896 — Guatemala
- Zygoballus nervosus (Peckham & Peckham, 1888) — SUA, Canada
- Zygoballus optatus Chickering, 1946 — Panama
- Zygoballus remotus Peckham & Peckham, 1896 — Guatemala
- Zygoballus rishwani Makhan, 2005 — Surinam
- Zygoballus rufipes Peckham & Peckham, 1885 — de la Canada până la Costa Rica
- Zygoballus sexpunctatus (Hentz, 1845) — SUA
- Zygoballus suavis Peckham & Peckham, 1895 — Jamaica, Cuba
- Zygoballus tibialis F. O. P.-Cambridge, 1901 — de la Guatemala până la Panama